# Rufino di Assisi
San Rufino (Amasia, ... – Costano, 238 o 239) è stato vescovo e martire ed è venerato come santo dalla Chiesa cattolica.
Fu il primo vescovo di Assisi, dove arrivò a predicare il Vangelo agli inizi del III secolo.

## Biografia
Secondo una passio, non anteriore al IX secolo, Rufino era vescovo della città di Amasya nel Ponto (attuale Turchia), quando scoppiò una persecuzione contro i cristiani, durante la quale venne incarcerato insieme al figlio Cesidio. Dopo aver convertito il proconsole di quella regione alla nuova fede ed essere stato da lui liberato, giunse in Italia nella regione dei Marsi (nella contemporanea Marsica), dove fondò una chiesa affidandola alla guida del figlio Cesidio, venerato come santo e diacono a Trasacco (AQ).
Successivamente si trasferì ad Assisi dove continuò a predicare il Vangelo. Ma il proconsole Aspasio, dopo averlo sottoposto a diverse torture, lo condannò a morte (238-239) ordinando che fosse gettato con una macina di pietra al collo nelle acque del fiume Chiascio.
Un'antica tradizione indica come luogo del martirio il borgo di Costano, ora facente parte del comune di Bastia Umbra.

## Culto
Una pergamena dell'Archivio Capitolare, ricorda che già nel 1038, a Costano vi era una chiesa dedicata a san Rufino martire. Da questa località, secondo quanto riferisce san Pier Damiani in un suo sermone in onore del Santo vescovo, le sue spoglie sarebbero state traslate in Assisi, proprio nel luogo dove oggi sorge la Cattedrale a lui dedicata; ma essa è la terza chiesa costruita sulla tomba del vescovo martire, ed è del XII secolo; la prima era del 412 secondo quanto ricorda un'epigrafe conservata all'interno del duomo e quanto riportato in un documento del 1007 conservato nell'archivio.

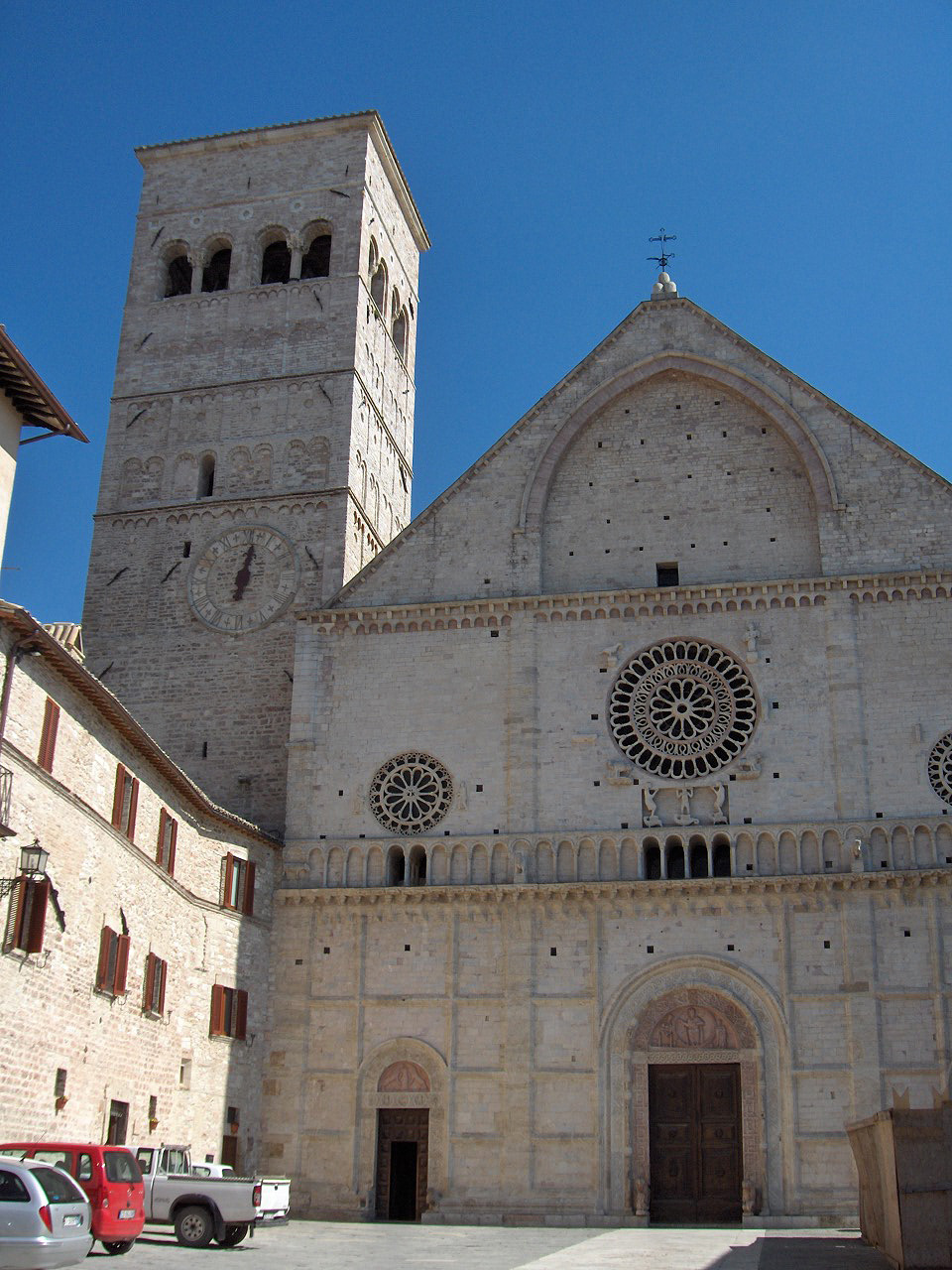
Cattedrale San Rufino ad Assisi

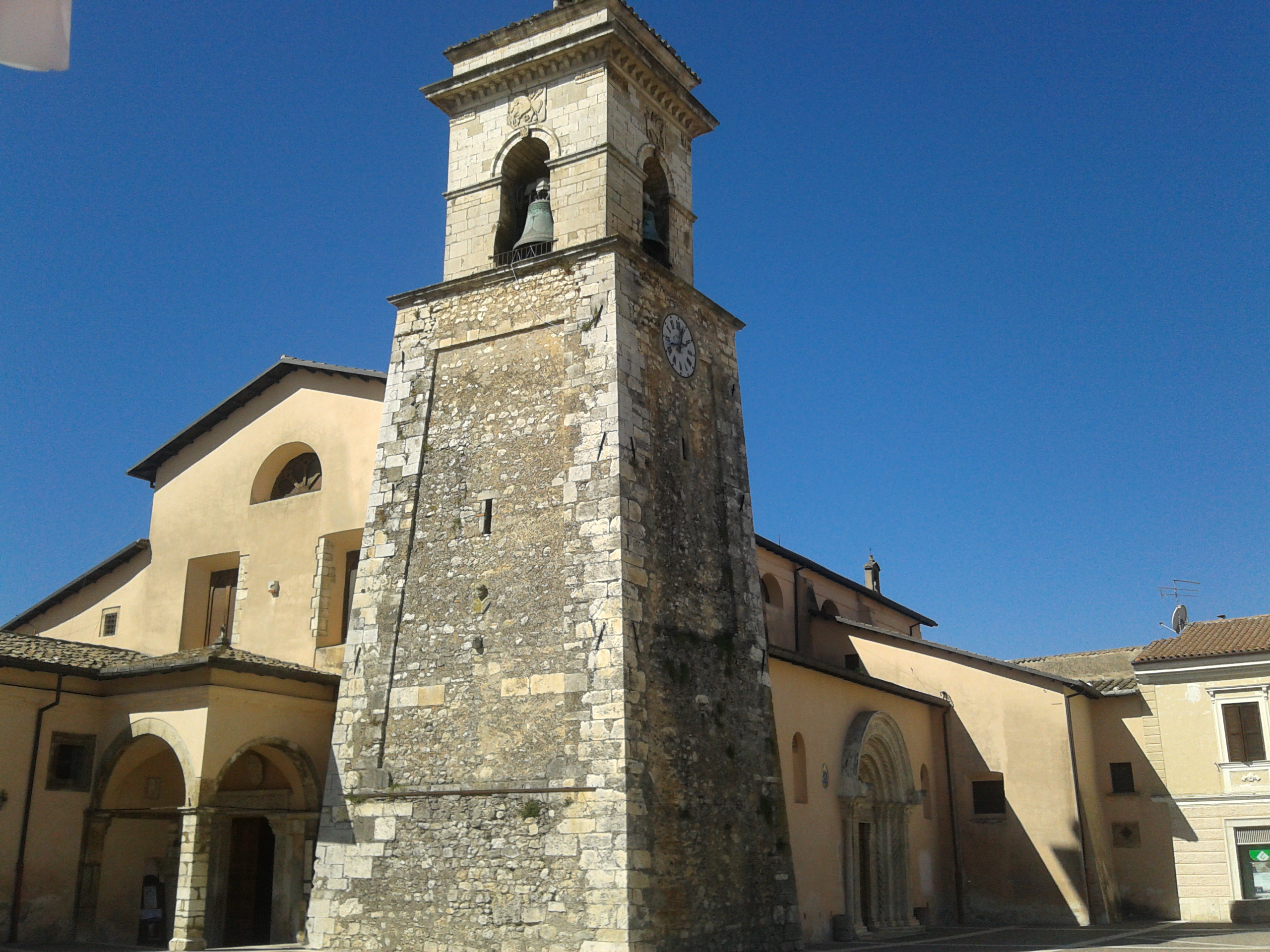
Basilica dei Santi Cesidio e Rufino (Trasacco)

San Pier Damiani, sempre nel sermone menzionato in precedenza, indica una seconda chiesa costruita nell'XI secolo dal vescovo Ugone; di questo secondo edificio rimane ancora il campanile e la cripta, posta sotto la facciata dell'attuale cattedrale. Quest'ultima è visibile entrando al Museo diocesano e cripta di San Rufino.
La data di celebrazione del Santo, sin dall'XI secolo, fu posta all'11 agosto, anche se errori di copisti successivi posero la festa nel Martirologio Romano al 30 luglio. In Assisi e nella diocesi, la festa di san Rufino è stata spostata al 12 agosto, in quanto l'11 si sovrapponeva ai festeggiamenti per santa Chiara.
In suo onore, l'ultima domenica di agosto viene disputato il tradizionale Palio di San Rufino.
Un altro principale luogo di culto di Rufino è a Trasacco (AQ), nella Basilica dei Santi Cesidio e Rufino. Cesidio, figlio di Rufino, si recò presso capitale dei Marsi, Marruvium, per predicare. Fondò assieme a compagni anche un ordine monastico, nonché una chiesa. A Trasacco fu martirizzato per volere dell'imperatore Massimino Trace.

## Iconografia
L'iconografia del Santo vescovo e martire è molto vasta, specie nella città di Assisi; qualche sua raffigurazione la si trova in tutte le chiese della diocesi, anche in quelle francescane.
La più antica è la scultura posta nella lunetta sopra il portale centrale della Cattedrale, risalente al XII secolo. Inoltre, di notevole interesse storico-artistico, si ricordano: 
- Assisi, Basilica Inferiore di San Francesco, Cappella della Maddalena, Giotto, San Rufino e il vescovo Teobaldo Pontano (1309 ca.), affresco;
- Assisi, Basilica Superiore di San Francesco, Scuola di Giotto, San Rufino e san Vittorino (prima metà del XIV secolo), affresco;
- Assisi, Protomonastero di santa Chiara, Maestro Espressionista di Santa Chiara, San Rufino e sant'Agnese martire (part. del Trittico della Crocifissione) (prima metà del XIV secolo);
- Assisi, Museo diocesano e cripta di San Rufino, Niccolò Alunno, Polittico di San Rufino (1462), tempera su tavola;
- Assisi, Museo diocesano e cripta di San Rufino, Giovanni di Pieriacopo da San Severino, San Rufino benedicente (1518 - 1520), tarsia lignea, particolare del coro della Cattedrale.